# Lubrza (Opole)
Lubrza è un comune rurale polacco del distretto di Prudnik, nel voivodato di Opole.
Ricopre una superficie di 83,15 km² e nel 2004 contava 4 531 abitanti.